# Cala Martina
Cala Martina è una caletta della Maremma grossetana, nel territorio comunale di Scarlino, che si apre sul mar Tirreno, nel cuore della riserva naturale delle Bandite di Scarlino.

## Descrizione
La caletta, più stretta della vicina Cala Violina, è racchiusa tra due promontori, Punta Francese a nord e Punta Martina a sud, ed è caratterizzata dalla presenza di scogli e da un mare molto trasparente.
Cala Martina è inoltre famosa per essere stata il luogo in cui Giuseppe Garibaldi, inseguito dalle guardie pontificie, si imbarcò su un peschereccio spezzino per raggiungere Portovenere, il 2 settembre 1849. L'evento è ricordato da un monumento sul sentiero che porta alla spiaggia, realizzato nel 1949 dallo scultore Tolomeo Faccendi, e con un cippo posto nel mare.